# IC 1103
IC 1103 је елиптична галаксија у сазвјежђу Змија која се налази на листи објеката дубоког неба у Индекс каталогу.
Деклинација објекта је + 19° 12' 30" а ректасцензија 15h 11m 35,8s. Привидна величина (магнитуда) објекта IC 1103 износи 15,7 а фотографска магнитуда 16,7. IC 1103 је још познат и под ознакама NPM1G +19.0425, PGC 1584180.